# Copiapoa conglomerata
Copiapoa conglomerata ist eine Pflanzenart aus der Gattung Copiapoa in der Familie der Kakteengewächse (Cactaceae). Das Artepitheton conglomerata stammt aus dem Lateinischen, bedeutet ‚zusammengeballt‘ und verweist auf die Wuchsform der Art.

## Beschreibung
Copiapoa conglomerata wächst stark sprossend in halbkugeligen Haufen bis zu ein Meter hoch und mit einem Durchmesser von bis zu zwei Meter. Die ziemlich dicht gedrängten Triebe sind graugrün und messen 8 bis 12 Zentimeter im Durchmesser. Sie sind unbereift und weisen einen flachen, ganz mit Filz bedeckten Scheitel auf. Die 9 bis 12 Rippen sind gerade, stumpf, an der Basis etwas verbreitert und 2 bis 3,5 Zentimeter hoch. Die etwas erhabenen Areolen sind nahezu rund. Sie sind mit dichtem, langen, gelblichbräunlichen Filz besetzt. Die derben und etwas starren Dornen sind hellgelb bis bräunlich, im Alter vergrauend. Sie sind gerade bis gebogen, zuweilen auch krallig. Es werden zwei bis fünf Mitteldornen mit einer Länge von zwei bis sechs Zentimeter und sieben bis zehn zur Seite gerichtete Randdornen mit einer Länge von 1,5 bis 5 Zentimeter unterschieden.
Die duftenden, tags geöffneten Blüten sind rosagelb bis hellgelb oder gelblichweiß und 2,5 bis 3 Zentimeter lang. Die grünlich roten Früchte enthalten zwei Millimeter lange, schwarze, glänzende Samen.

## Verbreitung und Systematik
Copiapoa conglomerata ist in Chile in der Region Antofagasta nahe der Stadt El Cobre östlich der Nebelzone verbreitet. Nach einem Erdbeben war es beim El-Cobre-Dammbruch am 28. März 1965 zur völligen Zerstörung der Stadt und damit auch des Typstandortes gekommen.
Die Erstbeschreibung als Echinocactus conglomeratus erfolgte 1860 durch Rudolph Amandus Philippi. Hans Lembcke stellte die Art 1966 in die Gattung Copiapoa.

## Nachweise